# Walter Matt
Walter L. Matt (ur. 8 lutego 1915, zm. 21 kwietnia 2002 w St. Paul) – amerykański dziennikarz, publicysta i wydawca prasy katolickiej, tradycjonalista katolicki.

## Życiorys
Był synem niemieckich imigrantów. Jego ojciec Joseph Matt od 1899 r. redagował w Niemczech katolickie pismo „Der Wanderer”, zaś po przybyciu do USA zaczął w 1931 r. wydawać jego amerykańską odmianę „The Wanderer”. Walter L. Matt w 1938 r. ukończył studia na Uniwersytecie Świętego Tomasza. Pracował jako pomocnik w redakcji. Brał udział w II wojnie światowej na frontach w Afryce Północnej i we Włoszech. W 1964 r. przejął od swojego ojca funkcję redaktora naczelnego „The Wanderer”. W 1967 r. odszedł z jego redakcji, zakładając nowe pismo „The Remnant”. Propagował w nim tradycjonalizm katolicki, stając się z czasem jednym z przywódców tego ruchu w USA. W 1976 r. spotkał francuskiego tradycjonalistycznego arcybiskupa Marcela Lefebvre’a, popierając odtąd jego idee. Współpracował z innymi tradycjonalistami katolickimi, świeckimi i duchownymi, jak Hamish Fraser, Michael Davies, Dietrich von Hildebrand, Solange Hertz, ojciec Vincent Micelli, ojciec Marchosky, ojciec James Dunphy, ojciec Urban Snyder, ojciec Lawrence Brey, ojciec Vincent Schneider, dr William Marra, Arnaud de Lassus, Neil McCaffrey, Malachi Martin.